# Nudo simple

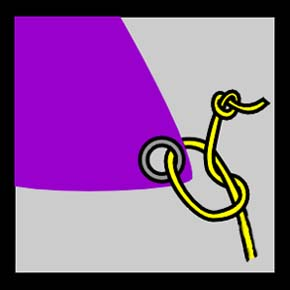
Un medio cote y un nudo simple

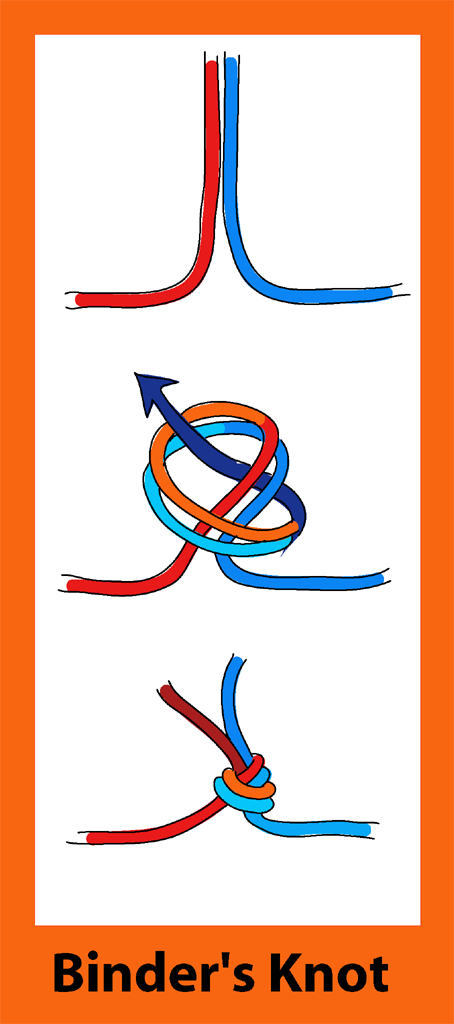
Nudo simple sobre el doble

El nudo simple es uno de los nudos fundamentales y forma la base de muchos otros nudos. El nudo simple es muy seguro, al punto de atarlo fuertemente. Debería utilizarse si se intenta que el nudo sea permanente. Se utiliza a menudo para prevenir que el extremo de una cuerda se deshilache.

## Atadura
Hay varias formas de atar un nudo simple:
- El método del pulgar - se crea un lazo y se empuja el final a través del lazo con el dedo pulgar.

- El método simple - se crea una caleta, haciendo girar la mano sobre la muñeca y metiendo la mano en el agujero, pellizcar el extremo con los dedos y tirar a través del lazo.

## Teoría del nudo
Si los dos finales de un nudo se unen, esto se convierte en un equivalente al nudo trébol de la teoría de nudos.